# Portus

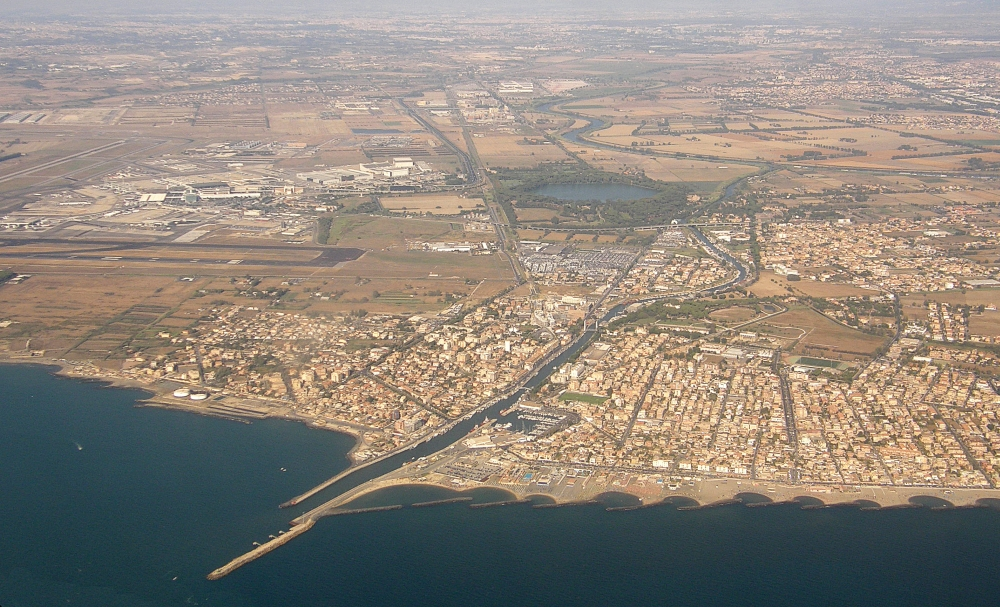
De monding van de Tiber met de zeshoekige haven van Portus in het midden aan de bovenkant (het moderne "Lago Traiano")

Portus was van de jaren 40 van onze jaartelling tot in de middeleeuwen een haven bij Rome, gesticht door keizer Claudius ten noorden van de oorspronkelijke haven Ostia. Portus betekent "haven" in het Latijn. De Italiaanse naam is Porto.

## Porto (Portus) in de oudheid
De oorspronkelijke haven van Rome was Ostia. Keizer Claudius liet de nieuwe haven, Portus, ongeveer vier kilometer ten noorden van Ostia graven. Via een 24 kilometer lange, directe weg, de Via Portuensis, was de haven verbonden met Rome.
Onder het bewind van keizer Trajanus werd er landinwaarts een havenbekken gegraven dat door kanalen direct in verbinding stond met Portus en de rivier de Tiber. Door deze uitbreiding nam Portus het belangrijkste deel van havenactiviteiten over van Ostia en groeide de nederzetting uit tot een ware stad, die in de tijd van Constantijn de Grote in de 4e eeuw na Christus al verheven werd tot een zelfstandig bisdom. De teloorgang van de haven was een gevolg van de verzanding van het kanaal tussen de zee en de Tiber in de middeleeuwen. In 1612 werd het in opdracht van paus Paulus V weer bevaarbaar gemaakt.

## Het Porto vanaf de middeleeuwen
Hoewel de stad als haven tot in de 6e eeuw een belangrijke functie innam, werd die rol de eeuwen daarop langzaam maar zeker minder. Doordat het een zelfstandig bisdom was, behield Porto nog iets van zijn belang. Deze werd nog bevestigd door de aanwijzing van Porto als suburbicair bisdom. Onder paus Callixtus II werd Porto als suburbicair bisdom samengevoegd met Santa Rufina (zie bisdom Porto-Santa Rufina).